# Andrea Zaumseil
Andrea Zaumseil (* 1957 in Überlingen) ist eine deutsche Bildhauerin, Zeichnerin und Hochschulprofessorin. Ihre Skulpturen im öffentlichen Raum stehen unter anderem in Heidelberg, Brachenreute (bei Überlingen), Ulm, Freiburg, Ilvesheim und Maulbronn.
Die Künstlerin lebt und arbeitet in Berlin.

## Leben
Nach dem Studium 1977–1979 der Fächer Germanistik und Geschichte an der Universität Konstanz und Studium 1979–1985 der Bildhauerei an der Staatlichen Akademie der Bildenden Künste Stuttgart erhielt Zaumseil dort einen Lehrauftrag im Zeitraum 1985/1986 und 1988/1989. Seit 2003 hat die Künstlerin eine Professur für Plastik/Bildhauerei Metall an der Burg Giebichenstein Kunsthochschule Halle inne. Dort war sie von 2006 bis 2010 Prorektorin und ist seit Oktober 2018 Dekanin des Fachbereichs Kunst.
Zaumseil ist seit 1992 Mitglied des Künstlerbundes Baden-Württemberg und seit 1994 Mitglied des Deutschen Künstlerbundes, bei dem sie von 2000 bis 2004 Vorstandsmitglied war.

## Werk

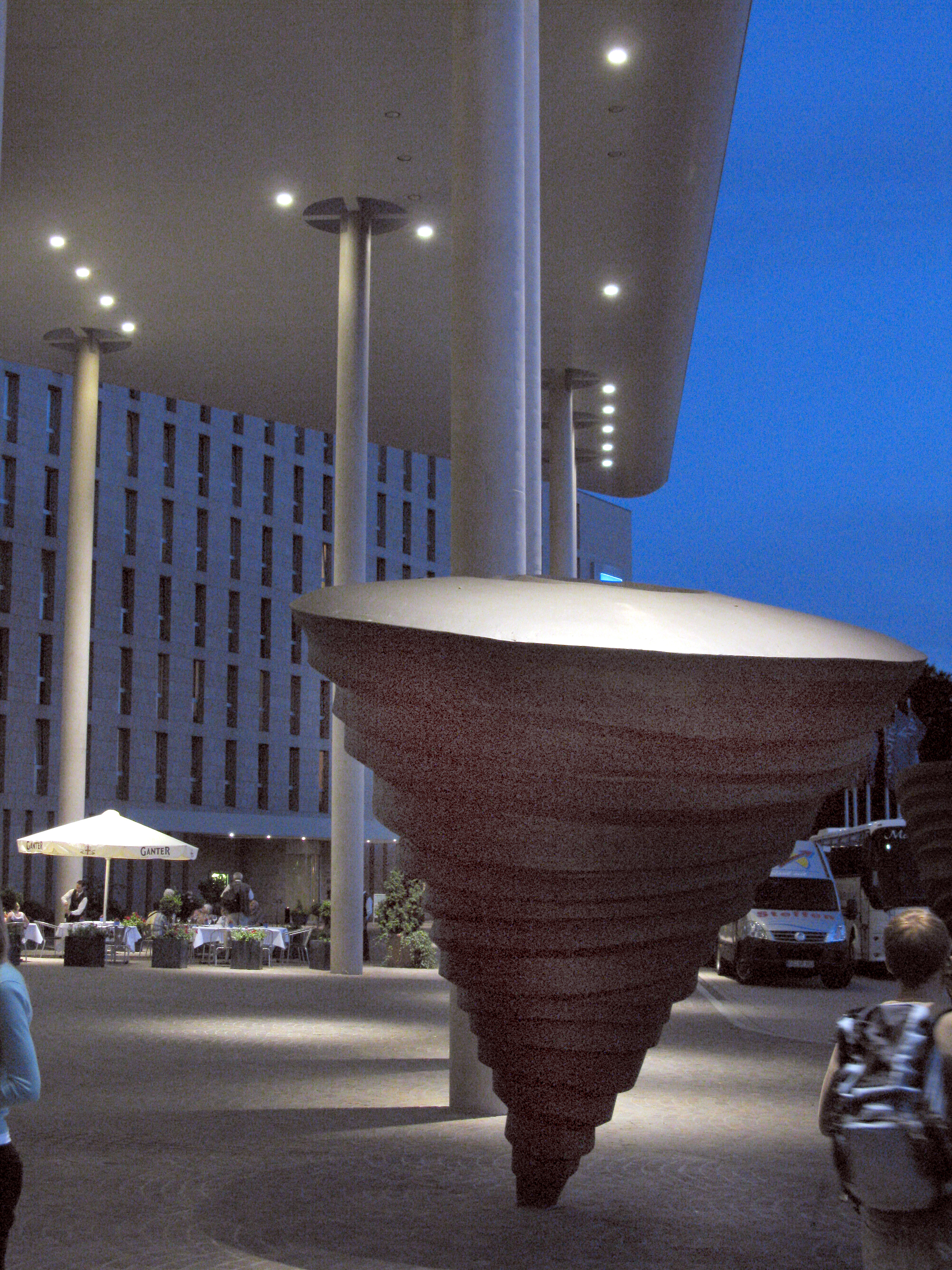
Andrea Zaumseil: Tanzende Kegel vor dem Konzerthaus Freiburg im Breisgau

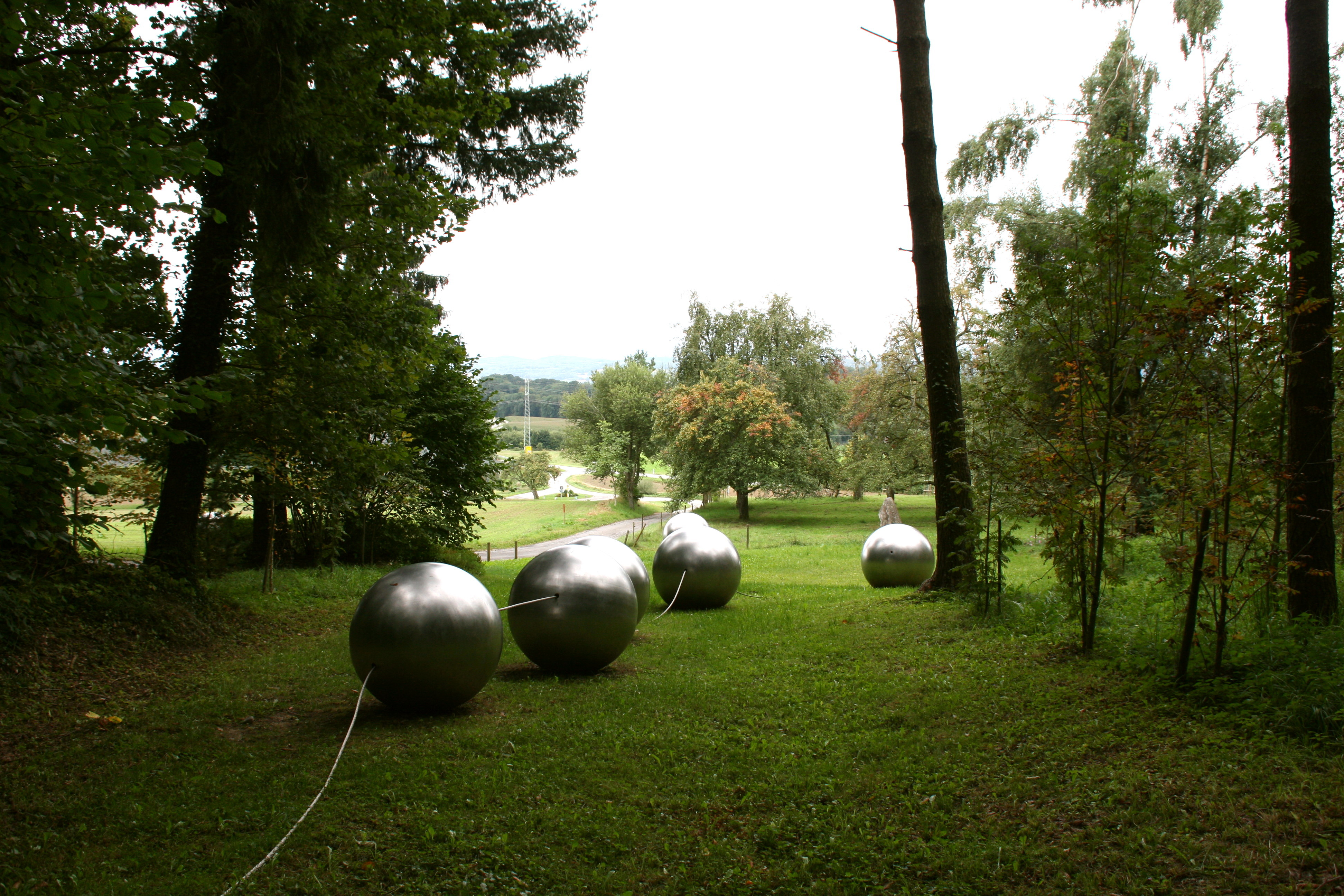
Die zerrissene Perlenkette – Gedenkstätte für Flugzeugkollision von Überlingen bei Brachenreute

Im Zentrum von Zaumseils Arbeit stehen die Zeichnung und die Stahlplastik.

### Zeichnungen
Sie zeichnet Draufsichten und Innenperspektiven. Zu Zaumseils zeichnerischen Serien (alle Pastellkreide auf Papier) gehören unter anderem
Vögel (2019), Sturz (2018/2019), Meer (2017/2018), Spur (2017), Schatten (2016), Weit fort I (2016), Spiegelungen (2016), Weit fort (2014/2015), Rauch (2013/2014), Nachtstücke (2013),Tornis (2012), Dort! (2011), Himmelsbilder (2009), Melancholia (2008), Tausendeck meines Lands (2007), So wollte Welt noch einmal gesagt sein (2006/2007), Orte und Unorte (2004–2006), Seestücke (2002–2004), Das Dach über dem Kopf, der Boden unter den Füßen (1999–2001).

### Skulpturen
Zu Zaumseils Plastiken gehören unter anderem:
- Bruchstück, 2012/2013 (Stahl geschweißt, ca. 75 × 120 × 120 cm)
- Piscis, 2012 (Stahl geschweißt, ca. 70 × 100 × 100 cm)
- Fauces, 2010 (Stahl geschweißt, zweiteilig, je ca. 130 × 50 × 50 cm)
- Kleine Kugellandschaft, 2010 (Stahl geschweißt, ca. 160 × 100 × 100 cm)
- Landschaft, 2009 (Stahl geschweißt, ca. 40 × 40 × 40 cm)
- Landschaft, 2009 (Stahl geschweißt, zweiteilig, je ca. 47 × 63 × 110 cm)
- Melancholia, 2005/2006 (Stahl geschweißt, ca. 40 × 35 × 35 cm)
- Die zerrissene Perlenkette, 2004 (Edelstahlkugeln von ca. ein Meter Durchmesser)
- Kleines Seestück, 1995 (Stahl geschweißt, ca. 45 × 95 × 92 cm)
- Seestück, 1995 (Stahl geschweißt, ca. 45 × 95 × 92 cm).

### Kunst im öffentlichen Raum
In ortsspezifischen Arbeiten setzt die Künstlerin auch andere Medien, wie Video und Klang ein.
So entstanden die Arbeiten
- Unwegbarkeiten, 2014 (Kunstfestival Hecht an der Grenze in Gottlieben, Schweiz)[4]
- Der See träumt sich, 2000 (Institut für Seenforschung, Langenargen)
- Klangspiel für die Kinder von Ilvesheim, 1997 (Blindenschule in Ilvesheim)

## Vertreten in Sammlungen
Zaumseils Arbeiten sind, neben zahlreichen privaten, in folgenden öffentlichen Sammlungen vertreten:
- Kunstmuseum Bonn
- Kunstpalast Düsseldorf
- Kunstmuseum Moritzburg Halle (Saale)
- Städtisches Museum Heilbronn
- Museum Het Valkhof Nijmegen (NL)
- Museum Pfalzgalerie Kaiserslautern
- Kunsthalle Karlsruhe
- Kunsthalle Mannheim
- Kunstmuseum Singen
- Staatsgalerie Stuttgart
- Regierungspräsidium Stuttgart
- Kunstsammlung Neubrandenburg
- Museum Ulm
- Städtische Galerie Villingen-Schwenningen

## Auszeichnungen und Stipendien
- 2015: Hans-Thoma-Preis des Landes Baden-Württemberg[5][6]
- 2000, Stipendium in der Casa Baldi, Olevano Romano
- 1999, Stipendium des Künstlerinnenprogramms der Senatsverwaltung von Berlin
- 1996, Kunstpreis der Kreissparkasse Esslingen für Bildhauerzeichnung
- 1995, Förderpreis des Künstlerbundes Baden-Württemberg
- 1989 Arbeitsstipendium der Kunststiftung Baden-Württemberg[7]
- 1988 Stipendium Cité Internationale des Arts Paris
- 1987 Graduiertenstipendium des Landes Baden-Württemberg

## Ausstellungen
Seit 1983 ist Zaumseil in zahlreichen Einzel- und Gruppenausstellungen vertreten, eine vollständige Liste ist auf der Webseite der Künstlerin zu finden.

### Einzelausstellungen
- 2019, Zwischenspiel – Finneran/Zaumseil, Kunstverein Reutlingen[9]
- 2018, Meer, Q Galerie für Kunst, Schorndorf[10]
- 2016, Weit fort, Galerie Ruppert, Birkweiler[11]
- 2016, Wasser, Galerie Vayhinger, Singen
- 2016, Unbetretbare Orte, Kunstmuseum Singen[12]
- 2016, Zeichnung/Skulptur, Galerie Angela Lenz, Feldberg-Falkau[13]
- 2016, Rauch, Kunstverein Das Damianstor, Bruchsal[14]
- 2015, Distanzen, Kunstverein Wilhelmshöhe, Ettlingen
- 2015, Territorien, Hans-Thoma-Museum, Bernau (Schwarzwald)
- 2013, Dort!, Kunstverein Nürtingen[15]
- 2013, ohne uns, Stiftung Stockmayer, Stuttgart
- 2012, Nebenorte, Galerie Ruppert, Landau
- 2012, Galerieverein Leonberg (mit Rudi Weiss)
- 2009, Nachtstücke, Maison 44, Basel (mit Cécile Hummel und Corinne Güdemann)
- 2006, Zu Gast, Landesvertretung des Landes Baden-Württemberg in Berlin
- 2005, Orte und Unorte, Kunstverein Coesfeld
- 2005, doch hört man keinen Laut, Galerie Vayhinger, Radolfzell (zusammen mit Madeleine Dietz)
- 2005, Berge, Galerie Ruppert Landau
- 2004, Landschaften, Seestücke und andere Unwägbarkeiten, Galerie im Volkspark, Halle[16]
- 2003, Seestücke, Südwest Galerie, Niederalfingen
- 2003, Schwimm!, Kunstverein Würzburg
- 2002, Nacht. Räume., Kunstverein Marburg, Kunstverein Göttingen, Kunstverein Tuttlingen
- 2002, Galerie pro arte, Freiburg
- 2001, Himmelsbilder, Dommuseum Frankfurt am Main
- 2001, Galerie Hartl, Ammerbuch
- 2001, Galerie Ruppert, Landau
- 2000, Kunstsammlung Neubrandenburg
- 2000, Erde und Himmel, Kunstverein Pforzheim
- 2000, An den Rändern von Wachheit und Traum, C.G. Boerner, Düsseldorf
- 2000, Schwerer werden. Leichter sein., Kunsthalle Erfurt (mit Nadine Rennert und Daniela von Waberer)
- 1999, Galerie Ruppert, Landau
- 1999, Zeichnung heute II, Kunstmuseum Bonn (mit Katharina Hinsberg und Beate Terflot)
- 1999, Elisabeth-Schneider-Stiftung, Freiburg
- 1998, Heimatkunde I, Galerie Vayhinger, Radolfzell
- 1998, Heimatkunde II, Kunstverein Friedrichshafen
- 1997, Galerie Kerkhoff, Verl
- 1997, Forum Kunst Rottweil
- 1997, Kunstverein Eislingen
- 1997, Galerie de la Main d’Or, Paris
- 1996, Plastiken und Zeichnungen, Städtische Kunsthalle Mannheim
- 1995, Galerie Hartl, Stuttgart
- 1994, Landschaft. Erinnerungsstücke, Galerie Birgit Terbrüggen, Heidelberg
- 1994, Landschaft. Erinnerungsstücke: Kammern, Galerie der Stadt Kornwestheim
- 1992, Aus den geheimen Gärten. Aller Tage, Städtische Galerie Villingen-Schwenningen
- 1992, Tag-Nacht-Stücke. Ränder, Karin Bolz Galerie, Köln
- 1991, Geheime Gärten, Kunsthaus Essen
- 1991, Gezeichnet. Gemacht, Kunstverein Bochum
- 1991, Regen fällt, Wilhelmshöhe Ettlingen
- 1991, Galerie Hartl & Klier, Tübingen
- 1990, Retour de Paris, Institut Francais de Stuttgart
- 1988, Atelier Wilhelmstr. 16 e. V., Stuttgart
- 1986 und 1989, Galerie Vayhinger, Radolfzell

## Publikationen (Auswahl)
Monographische Publikationen:
- Skulptur und Zeichnung, hrsg. Staatliche Akademie der Bildenden Künste Stuttgart, Hatje Cantz Verlag, Berlin/Stuttgart 1988 [Text: Barbara Heuss-Czisch]
- Aus den Geheimen Gärten. Aller Tage., hrsg. Städtische Galerie Villingen-Schwenningen, 1992, ISBN 978-0-392-79819-8
- Landschaft. Erinnerungsstücke: Kammern. (Katalog) hrsg. Galerie der Stadt Kornwestheim, Hatje Cantz Verlag, Berlin/Stuttgart 1994[17]
- Plastik und Zeichnung, Katalog, Text: Inge Herold, Barbara Heuss-Czisch, hrsg. Städtische Kunsthalle Mannheim, 1996 ISBN 3-89165-098-1
- Zeichnung heute II, Katalog, Text: Werner Meyer, Carsten Probst, hrsg. Kunstmuseum Bonn, 1999 ISBN 3-929790-35-1.
- Schwerer werden. Leichter sein, (Katalog), Text: Carsten Probst, hrsg. Kunsthalle Erfurt, 2000.
- Die Frau in den Dünen, (Katalog), Text: Volker Adolphs, Stefanie Heraeus, hrsg. Kunstverein Marburg, Kunstverein Göttingen, Kunstverein Tuttlingen, 2002, ISBN 978-3-9807213-3-2.
- Seestücke, Katalog, Text: Sabine Heilig, hrsg. Südwest Galerie Niederalfingen, 2003.
- Unbetretbare Orte, (Katalog), Text: Volker Adolphs, Christoph Bauer, Ruth Diehl, Andrea Zaumseil, hrsg. Städtisches Kunstmuseum Singen, Mondo Verlag, Freiburg 2013, ISBN 978-3-86833-106-6.
- Territorien, Publikation zum Hans-Thoma-Preis 2015, hrsg. Andrea Zaumseil, Johannes Honeck, Text: Johannes Honeck, Dirk Teuber, Andrea Zaumseil. Kerber Verlag, Bielefeld 2015, ISBN 978-3-7356-0152-0.
- Zwischenspiel. Text: Julia Berghoff, Ruth Diehl/Andrea Zaumseil, hrsg. Kunstverein Reutlingen, 2019.
- Notizen über das Zeichnen. In: Siegmund Kopitzki und Waltraud Liebl: Überlingen literarisch, Gmeiner-Verlag GmbH, Meßkirch 2020, ISBN 978-3-8392-2607-0. S. 188–193.